# Кейлуд-Зюнья
Кейлу́д-Зюнья́ (рос. Кейлуд-Зюнья) — присілок у складі Селтинського району Удмуртії, Росія.

## Населення
Населення — 65 осіб (2010; 81 в 2002).
Національний склад станом на 2002 рік:
- удмурти — 98 %

## Урбаноніми[3]
- вулиці — Лучна, Молодіжна, Центральна